# Zang Jialiang
Zang Jialiang (chinesisch 臧嘉亮, Pinyin Zāng Jiāliàng; * 12. Januar 1988 in Harbin) ist ein chinesischer Curler. Er ist Mitglied des Harbin Curlingclub und spielt derzeit Lead der chinesischen Nationalmannschaft.
Bei den Junioren gewann er viermal in Folge die Pazifikmeisterschaften, davon zweimal als Skip. An der Pazifik-Asienmeisterschaften hat der elfmal teilgenommen. Achtmal gewann er auf verschiedenen Positionen im chinesischen Team die Goldmedaille (2014 als Skip), einmal Silber und zweimal Bronze. 
Nicht ganz so erfolgreich waren seine Teilnahmen bei Weltmeisterschaften. Bei der Junioren-Weltmeisterschaft 2006 scheiterte seine Mannschaft im Halbfinale an Kanada und verlor auch das Spiel um die Bronzemedaille. Auch bei Endrunden-Qualifikation bei der Weltmeisterschaft 2008 blieb die Mannschaft ohne Medaille. Auch bei den Weltmeisterschaften 2009, 2010, 2012, 2013, 2014, 2015 (als Skip) und 2017 konnte er mit der chinesischen Mannschaft keine Medaille gewinnen.
Im Februar 2010 nahm Zang als Mitglied des chinesischen Teams an den Olympischen Winterspielen 2010 in Vancouver (Kanada) teil. Bei den Olympischen Winterspielen 2014 in Sotschi war er wie 2010 als Lead des chinesischen Team dabei. Die Mannschaft um Skip Liu Rui kam in die Play-offs, verlor aber im Halbfinale gegen Kanada mit Skip Brad Jacobs und im Spiel um Platz 3 gegen Schweden mit Skip Niklas Edin. Beim Olympischen Qualifikationsturnier im Dezember 2017 konnte er mit der chinesischen Männermannschaft nur den fünften Platz erreichen und verpasste damit die Qualifikation für die Olympischen Winterspiele 2018.